# Báň (Středolabská tabule)
Báň (též Na Hřebínku, 272 m n. m.) je vrch v okrese Nymburk Středočeského kraje. Leží asi 1 km východně od obce Hradčany, na katastrálním území obce Opočnice. Je to nejvyšší bod Královéměstecké tabule.

## Geomorfologické zařazení
Geomorfologicky vrch náleží do celku Středolabská tabule, podcelku Mrlinská tabule, okrsku Královéměstecká tabule, podokrsku Lovčická tabule a části Hradčanská kuesta.

## Přístup
Automobilem se dá nejblíže dopravit do Hradčan, odkud vede pěší modrá turistická stezka přes vrchol Báně (oblast zvaná též Hradčanský les a Báňský les) do Dlouhopolska.